# Saint-Hilaire-les-Monges
Saint-Hilaire-les-Monges település Franciaországban, Puy-de-Dôme megyében. Lakosainak száma 84 fő (2022. január 1.). Saint-Hilaire-les-Monges Cisternes-la-Forêt, Combrailles, Prondines és Puy-Saint-Gulmier községekkel határos.

## Népesség
A település népessége az elmúlt években az alábbi módon változott:
| Lakosok száma | 101  | 100  | 97   | 91   | 87   | 85   | 86   | 86   | 84   |
|               | 2013 | 2015 | 2016 | 2017 | 2018 | 2019 | 2020 | 2021 | 2022 |